# Iserlohn
Iserlohn je německé město v centrální části spolkové země Severní Porýní-Vestfálsko. Počet obyvatel se pohybuje okolo 95.000, je to největší město regionu Sauerland. První stopy osídlení jsou staré více než 1.000 let, samotné založení města pochází přibližně ze 40. let 13. století.

## Osobnosti
- Harm Klueting (* 1949) – historik a teolog, ženatý římskokatolický kněz (původně luterán)

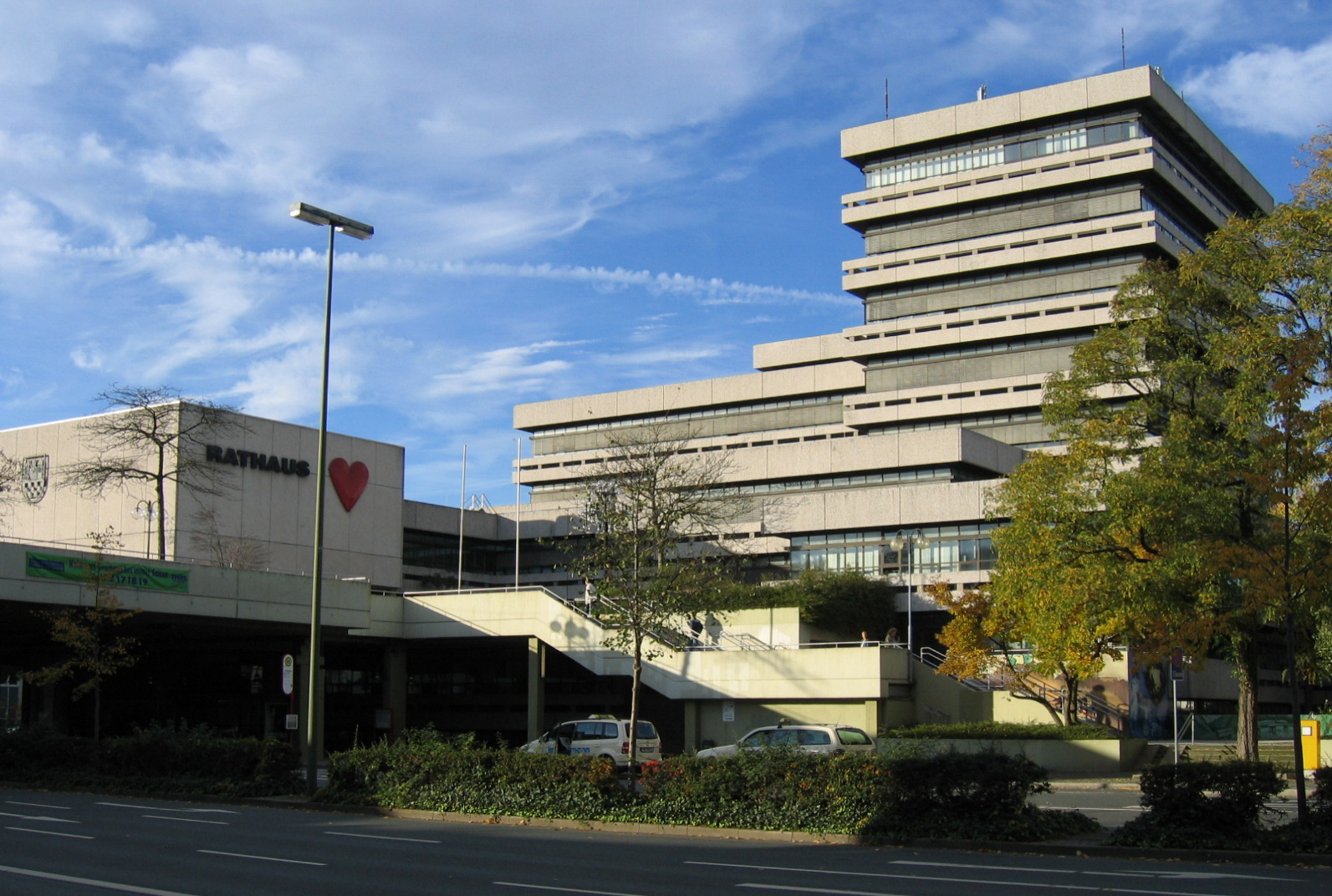
Radnice